# Fronteras
Pour plus de détails, voir Fiche technique et Distribution.
Fronteras (A escondidas, littéralement « En cachette ») est un film dramatique romantique espagnol écrit, réalisé et monté par Mikel Rueda (eu), sorti en 2014.
Il est officiellement sélectionné et projeté en avant-première mondiale au Festival du cinéma espagnol de Malaga en mars 2014.

## Synopsis
Un adolescent de quatorze ans est comme les autres, sauf qu'un jour, il rencontre un jeune Marocain qui lui semble plus distrait que mystérieux : ce dernier est un clandestin qui sera expulsé dans quelques jours. Fou amoureux, l'adolescent va le soutenir afin qu'il ait son identité espagnole.

## Fiche technique
Sauf indication contraire, les informations mentionnées dans cette section peuvent être confirmées par la base de données cinématographiques IMDb,  présente dans la section « Liens externes ».
- Titre original : A escondidas
- Titre international : Hidden Away
- Titre français : Fronteras
- Réalisation : Mikel Rueda (eu)
- Scénario : Mikel Rueda
- Décors : Idoia Esteban
- Costumes : Azegiñe Urigoitia
- Photographie : Kenneth Oribe
- Son : Xabi Agirre
- Montage : Alex Argoitia et Mikel Rueda
- Production : Eduardo Barinaga, Fernando Díez et Karmelo Vivanco
- Sociétés de production :  Baleuko et Bitart New Media
- Sociétés de distribution : Vertigo Films (en) (Espagne) ; Outplay (France) ; TLA Releasing (en) (USA)
- Pays d'origine : Espagne
- Langues originales : espagnol et arabe
- Format : couleur - 2,35:1 - 16 mm[2]
- Genre : drame romantique
- Durée : 96 minutes
- Dates de sortie :
  - Espagne : 22 mars 2014 (Festival du cinéma espagnol de Malaga) ; 10 octobre 2014 (limitée)
  - France : 18 mars 2015 (Festival du cinéma espagnol de Nantes)[3] ; 31 août 2016 (nationale)

## Distribution
- Germán Alcarazu : Rafa
- Adil Koukouh : Ibra
- Joseba Ugalde : Guille
- Moussa Echarif : Youssef
- Ana Wagener : Alicia
- Álex Angulo : Jose
- Eder Pastor : Javi
- Mansour Zakhnini : Said
- Khalid Chiyar : Rashid
- Garazi Navarro : Marta
- Ramon Agirre (eu) : le père de Rafa
- Itziar Lazkano (es) : la mère de Rafa
- Sara Cozar (es) : Elisa
- Reyes Moleres (es) : la pharmacienne
- Elena Irureta (es) : María

## Accueil

### Festivals et sorties
Fronteras est officiellement sélectionné et projeté, le 22 mars 2014, en avant-première mondiale au Festival du cinéma espagnol de Malaga, avant sa sortie limitée le 10 octobre 2014.
Quant à la France, il est tout d'abord projeté en avant-première au Festival du cinéma espagnol de Nantes ayant lieu le 18 mars 2015 où, d'ailleurs, il reçoit le prix Opera Prima. Il sort le 31 août 2016 dans les salles obscures.

## Distinctions

### Récompenses
- Festival du cinéma espagnol de Nantes 2015 : Prix Opera Prima

### Nominations et sélections
- Festival international des Droits de l'Homme de Nuremberg (de) 2015 : Prix international des Droits de l'Homme de Nuremberg
- Queer Lisboa - Festival international du film gay et lesbien de Lisbonne (pt) 2015 : Prix du jury
- Festival du cinéma espagnol de Malaga 2015 : « Sección oficial »[1]
- Premios Feroz 2015 : Meilleure affiche du film
- Unión de Actores de la Comunidad de Madrid 2015 : Meilleure actrice dans le rôle mineur pour Ana Wagener
- Festival Les Reflets du cinéma ibérique et latino-américain de Villeurbanne 2016